# Standard Chartered Bank (Hong Kong)

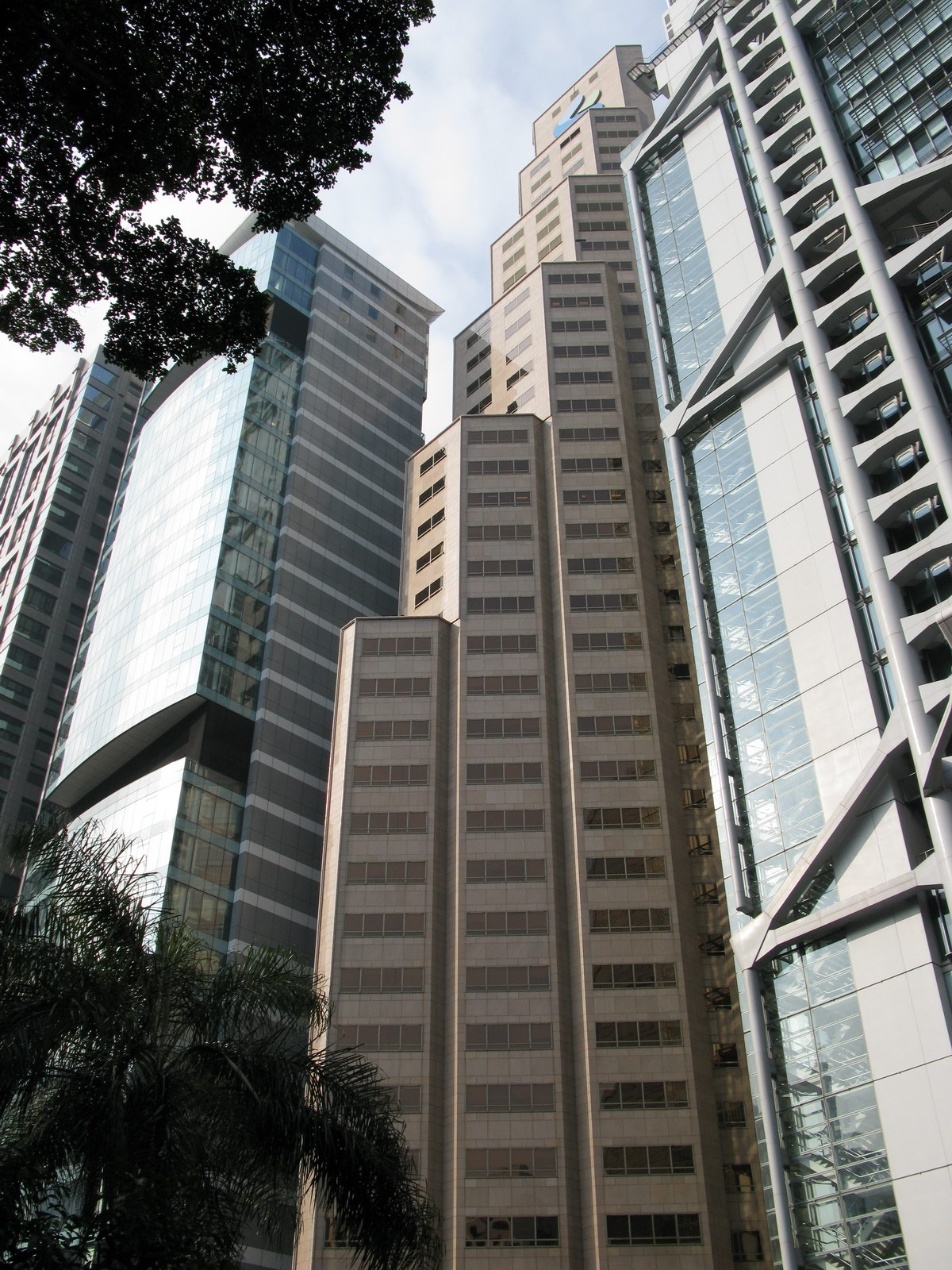
Штаб-квартира Standard Chartered Bank в Гонконге

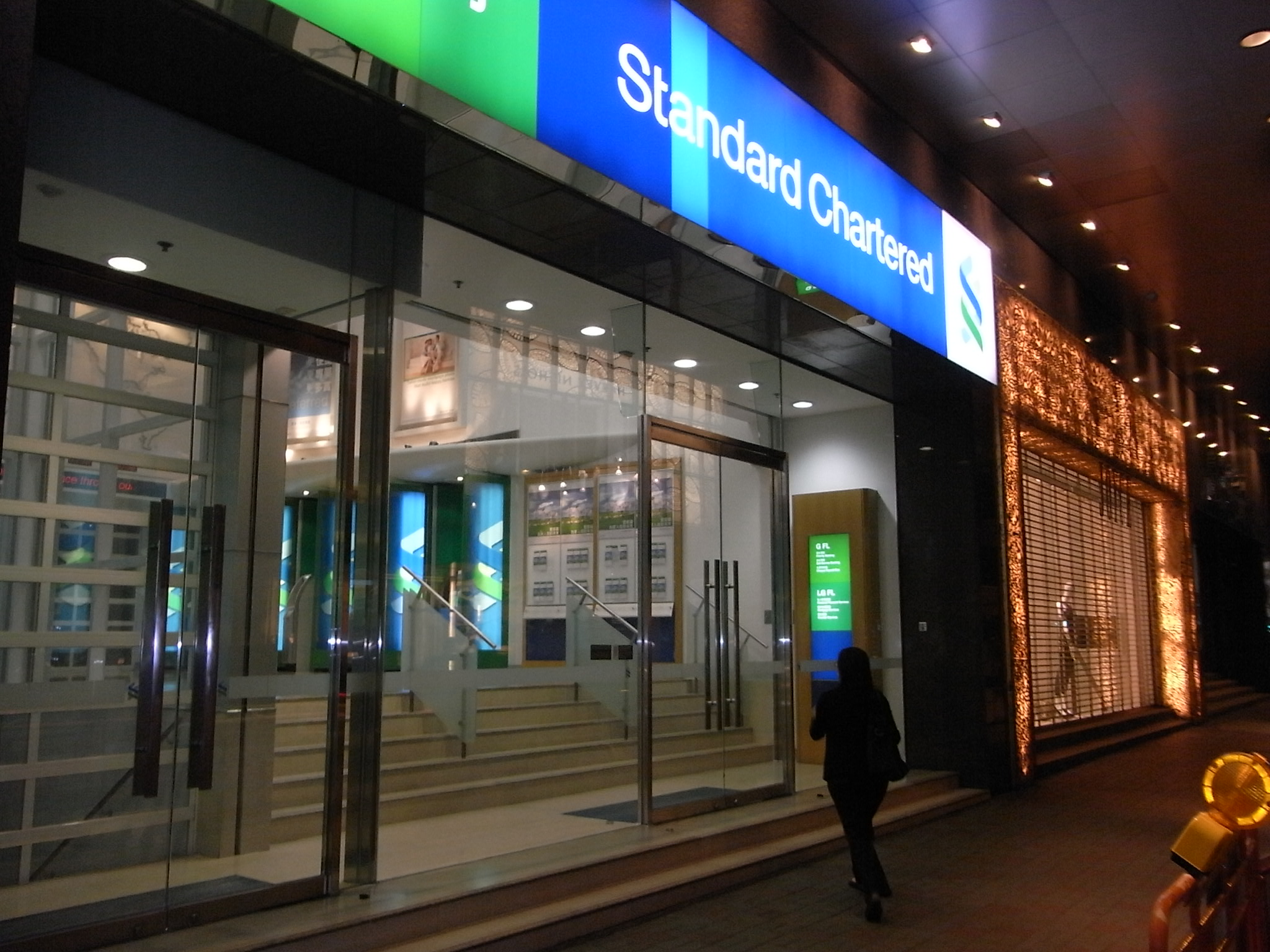
Отделение Standard Chartered Bank в Гонконге

Standard Chartered Bank (Hong Kong) Limited (渣打銀行(香港)有限公司) — пятый по величине банк Гонконга, после The Hongkong and Shanghai Banking Corporation, Bank of China (Hong Kong), Bank of East Asia и Hang Seng Bank; принадлежит британской банковской группе Standard Chartered.

## История
История банка в Гонконге началась в 1859 году, когда The Chartered Bank of India, Australia and China открыл свой филиал в колонии. В 1862 году власти Гонконга уполномочили банк выпускать местные банкноты (этим правом Standard Chartered Bank обладает до сих пор, на него приходится около 10 % находящихся в обращении банкнот). В 1927 году к банку отошли отделения поглощенного британского P&O Bank (в том числе в Гонконге и Кантоне).
В 2000 году Standard Chartered приобрел розничный бизнес американского Chase Manhattan Bank в Гонконге, в том числе Chase Manhattan Card Company. Официально Standard Chartered Bank (Hong Kong) был образован в июле 2004 года путём объединения гонконгских отделений Standard Chartered Bank, Chase Manhattan Card Company, Standard Chartered Finance, Standard Chartered International Trade Products и Chartered Capital Corporation. О влиянии Standard Chartered Bank (Hong Kong) говорит и тот факт, что с начала 2011 года его возглавила Кэтрин Цанг, младшая сестра главы администрации Гонконга Дональда Цанга (покинула пост 1 августа 2014 года).

## Руководство
- Сью Бой Тан (Siew Boi Tan) — главный исполнительный директор Standard Chartered Bank (Hong Kong) Limited с 2014 года[7].

## Деятельность
Гонконг является основным регионом деятельности Standard Chartered в Азии, в 2016 году на него пришлось более $3 млрд из $13,8 млрд оборота группы. Здесь предоставляются все виды банковских услуг как частным клиентам, так и компаниям.

## Финансовые показатели
| Год                 | 2004  | 2005  | 2006  | 2007  | 2008  | 2009  | 2010  | 2011  | 2012  | 2013  | 2014  | 2015  | 2016  |
| ------------------- | ----- | ----- | ----- | ----- | ----- | ----- | ----- | ----- | ----- | ----- | ----- | ----- | ----- |
| Оборот              | 4,959 | 10,94 | 12,61 | 16,15 | 15,82 | 17,15 | 18,45 | 21,49 | 23,65 | 26,77 | 28,45 | 26,84 | 23,76 |
| Чистая прибыль      | 2,100 | 4,536 | 6,026 | 7,370 | 5,748 | 5,197 | 6,227 | 8,344 | 8,238 | 11,38 | 10,41 | 8,490 | 7,929 |
| Активы              | 340,9 | 337,2 | 391,0 | 481,7 | 598,7 | 679,1 | 758,6 | 853,9 | 939,7 | 1024  | 1079  | 959,0 | 1006  |
| Собственный капитал | 18,45 | 23,46 | 29,90 | 30,03 | 33,44 | 39,72 | 38,97 | 40,50 | 46,77 | 55,05 | 66,04 | 65,35 | 65,71 |